# Daniel Vettori
Daniel Luca Vettori (Auckland, 27 de janeiro de 1979) é um jogador neo-zelândes profissional de críquete. Ele é um arremessador e ocasionalmente batedor.
Ele é o recordista de presenças pela Seleção Neozelandesa de Críquete, na qual foi capitão entre 2007 até 2011, atualmente defende o Brisbane Heat e o Royal Challengers Bangalore.